# Indosiar
Indosiar es una cadena de televisión indonesia fundada en 1995. Es propiedad de Surya Citra Media.